# Badische Presse
Die Tageszeitung Badische Presse, später auch Badische Presse und Handelszeitung, erschien von 1890 bis 1944 und ging aus der Kleinen Presse hervor, die anfangs noch im Titel geführt wurde. Das gemäßigt liberale Blatt entwickelte sich zur auflagenstärksten Zeitung in Karlsruhe und ganz Baden.

## Geschichte
Die Badische Presse ging aus der Kleinen Presse hervor. Diese hatte ihrerseits 1885 als Badische Dorfzeitung begonnen, firmierte dann als Neuester Badischer Landesbote und schließlich ab 1890 als Badische Presse. Besitzer war zunächst der Geschäftsmann Carl Raupp, der 1889 den Freiburger Druckereibesitzer Ferdinand Thiergarten (1847–1919) als Teilhaber gewann. Die Zeitung soll sich damals nach den Worten ihres späteren Chefredakteurs Albert Herzog in einem „verwahrlostem Zustand“ befunden haben. Die Konsolidierung setzte nach dem vollständigen Erwerb durch Ferdinand Thiergarten am 1. März 1891 ein. Der Sitz der Badischen Presse war anfangs in der Karlstraße 27, ab 1895 in der Lammstraße 1b/Zirkel 23, wo Verlags- und Druckhaus in den kommenden Jahrzehnten ständig erweitert wurden.
Die liberal ausgerichtete Zeitung erreichte bald eine höhere Auflage als die im Besitz der Nationalliberalen Partei befindliche Badische Landeszeitung. Lag die Auflage 1890 noch bei rund 11.000 Exemplaren, so erschien sie während des Ersten Weltkriegs in einer Mittags- und einer Abendausgabe mit einer Auflage von über 50.000 Exemplaren. Als erster Karlsruher Verleger führte Ferdinand Thiergarten 1898 Setzmaschinen ein und später 16- und 32-seitige Rotationsmaschinen. Inhaltlich bestimmte fast drei Jahrzehnte lang der aus Barmen (heute ein Stadtteil von Wuppertal) stammende Journalist und Schriftsteller Albert Herzog (1867–1955) als Chefredakteur den Kurs der Zeitung. Er verließ das Haus nach dem Tod des Verlegers Ferdinand Thiergarten. Sein Nachfolger wurde Walther Schneider.
1920 wurde Ferdinand Thiergartens Enkel Bruno Thiergarten-Schultz (1896–1957) Geschäftsführer. Mehrere Verwandte waren Mitbesitzer von Zeitung und Verlag. Unter Bruno Thiergarten-Schultz verfestigte sich zunächst die führende Stellung der Zeitung. So gelang am 1. Juni 1922 die Übernahme der Badischen Landeszeitung, womit die Badische Presse im Segment der liberalen Zeitungen ein Monopol erreichte. 1928 folgte der Kauf des Karlsruher Tagblatts. Der Expansionskurs wurde durch aufwändige Werbemaßnahmen gestützt. Die Badische Presse baute zusammen mit anderen deutschen Tageszeitungen ein Auslandskorrespondentennetz auf. Ende der 1920er Jahre erreichte die Badische Presse mit 56.000 Exemplaren eine Höchstauflage. Dennoch geriet der Verlag durch eine verfehlte Unternehmenspolitik, überteuerte Immobilienkäufe und den aufwändigen Lebensstil des Verlegers in eine immer stärkere finanzielle Schieflage. Nach der Machtübernahme durch die NSDAP ging die Auflage um ein Drittel zurück.
Im Sommer 1933 trat Bruno Thiergarten-Schultz aufgrund von Untreue- und Unterschlagungsvorwürfen als Geschäftsführer zurück. Rettungsversuche für die Badische Presse u. a. durch den Markgrafen von Baden scheiterten. Am 2. Februar 1934 musste der Verlag Ferdinand Thiergarten Konkurs anmelden. Die Badische Presse ging an die Südwestdeutsche Druck- und Verlagsgesellschaft. In das Verlagsgebäude an der Lammstraße 1b zog die Redaktion des NS-Organs Der Führer ein. Die Badische Presse musste sich auf die Redaktionsräume in der Karl-Friedrich-Straße 6 beschränken. Nach einem weiteren Inhaberwechsel gehörte die Badische Presse dem Verlag Franz Eher Nachfolger GmbH. Obwohl sie die Fassade einer bürgerlichen Zeitung wahrte, war die Badische Presse inhaltlich gleichgeschaltet.
Am 30. August 1944 erschien die letzte Ausgabe, bevor die Badische Presse wie viele andere Zeitungen kriegsbedingt eingestellt wurde. Der Name Badische Presse lebt heute weiter im Untertitel der Badischen Neuesten Nachrichten (BNN), die in das Pressehaus der Vorgängerzeitung zogen.